# THE BEST OF DETECTIVE CONAN 2 ~명탐정 코난 테마곡집 2~
《THE BEST OF DETECTIVE CONAN 2 ~명탐정 코난 테마곡집~》는 TV 애니메이션 《명탐정 코난》의 테마곡집 제2탄.

## 내용
- 9번째 오프닝 5곡과, 11번째 엔딩부터 8곡, 극장판 주제가에서 3곡(중에서 1곡은 TV판 엔딩과 중복)을 수록.
- 누계 70만장 이상의 판매량[1].
- 초회반과 통상반의 2형태로 발매되며, 초회반에서는 본작 수록곡이 사용되고 있는 오프닝과 엔딩의 영상이, 논텔롭으로 수록되어있는 DVD가 부속(단, 〈always〉는 극장판에서만, 엔딩판은 수록되어있지 않다).
- 수록 음악가의 우에하라 아즈미의 불상사에 의해서, 본작은 메이커로부터 수록되며, 현재 폐반되어있다.

## 수록곡
| #   | 제목                                                             | 작사                         | 작곡              | 편곡                                            | 재생 시간 |
| --- | ---------------------------------------------------------------- | ---------------------------- | ----------------- | ----------------------------------------------- | --------- |
| 1.  | 〈always〉 (쿠라키 마이)                                         | 쿠라키 마이                  | 오노 아이카       | Cybersound                                      | 4:09      |
| 2.  | 〈Everlasting〉 (B'z)                                            | 이나바 코시                  | 마츠모토 타카히로 | 마츠모토 타카히로, 이나바 코시, 이케다 다이스케 | 3:42      |
| 3.  | 〈Time after time~꽃잎 흩날리는 거리에서~〉 (쿠라키 마이)        | 쿠라키 마이                  | 오노 아이카       | Cybersound                                      | 4:03      |
| 4.  | 〈destiny〉 (마츠하시 미키)                                      | 마코시 사토미                | 마시마 카즈노부   | 시미즈 슌야                                     | 4:15      |
| 5.  | 〈Winter Bells〉 (쿠라키 마이)                                   | 쿠라키 마이                  | 토쿠나가 아키히토 | 토쿠나가 아키히토                               | 4:40      |
| 6.  | 〈I can't stop my love for you♥〉 (아이우치 리나)                | 아이우치 리나                | 카와시마 다리아   | 오시로 쿠론                                     | 4:20      |
| 7.  | 〈바람의 라라라〉 (쿠라키 마이)                                  | 쿠라키 마이                  | 하루하타 미치야   | Cybersound                                      | 4:23      |
| 8.  | 〈그대와 약속했던 아름다운 그 곳까지〉 (사에구사 유카 인 데시벨) | 사에구사 유카                | 오자와 마사즈미   | 오자와 마사즈미                                 | 4:53      |
| 9.  | 〈Start in my life〉 (쿠라키 마이)                               | 쿠라키 마이                  | 오노 아이카       | Cybersound                                      | 5:10      |
| 10. | 〈푸르디푸른 이 지구에〉 (우에하라 아즈미)                       | 우에하라 아즈미, 아즈키 나나 | 오노 아이카       | 오시로 쿠론                                     | 3:52      |
| 11. | 〈꿈을 꾸고 난 후에〉 (가넷크로우)                               | 아즈키 나나                  | 나카무라 유리     | 후루이 히로히토                                 | 5:02      |
| 12. | 〈무색〉 (우에하라 아즈미)                                       | 우에하라 아즈미              | K's letters       | 토쿠나가 아키히토                               | 4:15      |
| 13. | 〈Overture〉 (이나바 코시)                                       | 이나바 코시                  | 이나바 코시       | 이나바 코시, 이케다 다이스케                    | 4:20      |
| 14. | 〈내일을 꿈꾸며 (런던 리마스터링 버전)〉 (ZARD)                  | 사카이 이즈미                | 오노 아이카       | 코바야시 테츠                                   | 4:36      |
| 15. | 〈그대라고 하는 빛〉 (가넷크로우)                                | 아즈키 나나                  | 나카무라 유리     | 후루이 히로히토                                 | 5:12      |